# Andrea Kerbaker
Andrea Kerbaker est un écrivain italien né à Milan en 1960.

## Biographie
Ses œuvres, fictions comme essais, ont été traduites dans de nombreuses langues.
Diplômé ès lettres à Milan, il travaille vingt ans comme communicant dans l’industrie privée, essentiellement dans l’organisation culturelle.
Parmi ses initiatives, les concerts au Colisée de Rome durant la mandature de Walter Veltroni et les lectures de La Divine Comédie de Dante par Vittorio Sermonti dans l’église Santa Maria delle Grazie de Milan.
Il enseigne les institutions culturelles et politiques à l’Université catholique de Milan, travaille au Corriere della Sera et au supplément du dimanche d’Il Sole 24 Ore.
Depuis l'âge de dix-sept ans, il collectionne les livres : il en possède environ 30 000, dont une grande partie se trouve à  la Maison du livre de Milan, où il a son cabinet de travail.

## Œuvres traduite en français
- Dix mille, [« Diecimila »], trad. de Françoise Brun, Paris, Éditions Grasset et Fasquelle, 2004, 84 p.  (ISBN 2-246-67691-6)

## Source
- (it) Cet article est partiellement ou en totalité issu de l’article de Wikipédia en italien intitulé « Andrea Kerbaker » (voir la liste des auteurs).